# Peter Louis-Jensen
Peter Louis-Jensen (født 26. april 1941, død 8. juni 1999) var en dansk maler, billedhugger og filmskaber. Han er særligt kendt for at være med til at introducere kunstformen happening i Danmark via sin tilknytning til Eks-skolen.

## Liv og karriere
Peter Louis-Jensen gik på Eks-skolen i København fra 1961 til 1968. Her skabte han sammen med blandt andre Bjørn Nørgaard, Per Kirkeby, Poul Gernes og John Davidsen kunst, som skulle fokusere på livet og samfundet. De første værker var abstrakte malerier, men allerede i starten af 1960'erne var Louis-Jensen en af de første danskere til at eksperimentere med kunstformen happening. Blandt disse aktioner skete for eksempel ved Strøgets indvielse som gågade i 1962. Hans happenings byggede først på visuelle elementer, men efterhånden tilføjedes politiske budskaber.
Omkring 1965 fokuserede Louis-Jensen på skulpturer, hvor han oprettede et galleri på Holbergsgade. Efter at have arbejdet med minimale objekter, såsom Struktur, 16 objekter, blev film hans foretrukne midler. Disse film talte blandt andet Selvportræt (1968), Skovfilm (1969), Lortefilm, Sverige (1969) og Festival 200 (1969).
I 1970 deltog Louis-Jensen i Thylejren og vakte sammen med en gruppe forargelse ved besættelsen af Hjardemål Kirke. Denne aktion forsvarede han i Hjardemålfilmen, hvor den var tænkt som en visuel happening. Han forlod året efter kunsten, men på trods af sin tilbagetrækning, deltog han stadig ved udstillinger og manifestationer.

## Privatliv
Louis-Jensen var i en periode først gift med keramikeren Bodil Marie Nielsen. Nielsen var blandt de deltagende i besættelsen af Hjardemål Kirke.
Den 13. april 1992 blev Louis-Jensen gift med sin anden hustru, en thailandsk kvinde. Tre år før sin død vendte Peter Louis-Jensen tilbage til kunsten med malerier, som var inspireret af zenbuddhismen. Han var selv konverteret til religionen gennem sin anden kone. Dette var Louis-Jensens første værker i 25 år.
Peter Louis-Jensen døde af et hjerteanfald i sit hjem på Lolland, 58 år gammel.